# 祠山文化

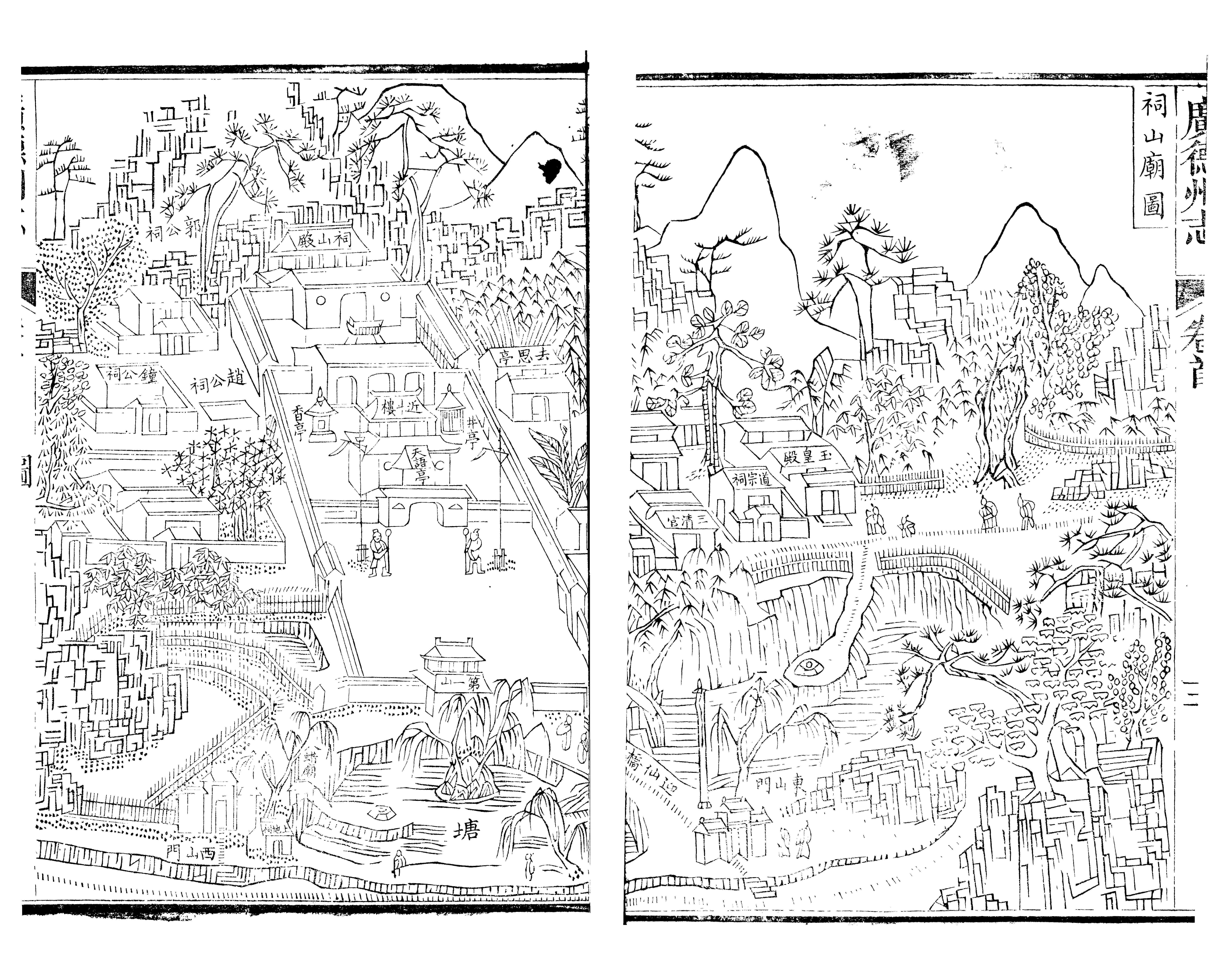
《广德州志》中的祠山庙图

祠山文化，是指西汉末年起，以广德市横山为中心，遍及江淮和东南沿海广大地区，包括皖、苏、浙、赣等十余省，由缅怀治水英雄张渤关爱民众、弥灾捍患、勇于献身的精神而形成的官民共祷的祭祀文化，因唐玄宗赦封横山为祠山得名。祠山信仰从产生到现在经历了两千年。它既具有吴文化的典型特征，又是吴文化发展的一个极致。
|                            | 全县十七八万人口，庙会时几乎半数以上的人都涌到城内，只见满街红男绿女，万头攒动。你要想在人流中迈步前进，确实感到困难。唯有头顶蒸笼、木盘出售点心和烟糖的小贩，在人流中高声喊叫地挤身通过。 |
| ——余显琮，《祠山庙会简记》 | |

祠山庙会是祠山文化的重要组成部分。广德向来有举办祠山庙会的传统，庙会是集宗教信仰、娱乐活动、商业贸易为一体的群众性聚集活动，在丰年几乎年年都有，一般持续三天，是人民生活安乐、经济活跃的重要象征。在清末太平天国战争和同治年间的瘟疫后，广德人口消亡殆尽。随着移民的大量涌入，祠山庙会的传统并未销声匿迹，相反，移民群体将从自己原籍带来的文化艺术与广德本土文化相融合，极大地丰富了广德祠山庙会的舞台。但到了北伐战争时期，祠山庙会并非每年都举办。抗日战争爆发后，日寇入侵时期，农村经济破产，庙会随之停止。此后，由于国共内战的影响，以及中华人民共和国对封建迷信的破除，庙会即完全消失。
广德地处长江下游，跟太湖流域紧密相连，属于古代吴越两国交汇之地，传统上屬於吴文化地区。虽然地处吴头楚尾，但区治上多隶属江浙。如今广德市已经不再是吴文化核心区，但仍受到吴文化影响。
目前，由于思想认识上的游移迟滞和客观操作上的难度，保护恢复力度远远不够，广德祠山文化日渐式微。

### 书籍
- 政协广德县委员会. 任济; 洪红 , 编. . 安徽省合肥市: 安徽人民出版社. 2012-12. ISBN 978-7-212-06014-5 （中文（中国大陆））.
- 政协安徽省广德县委员会文史资料委员会.  第一辑. 安徽省广德县: 广德县政协文史资料委员会. 1986-01 （中文（中国大陆））.
- 江苏省地方志编纂委员会. . 江苏省南京市: 江苏科学技术出版社. 2013-04. ISBN 978-7-5345-9766-4 （中文（中国大陆））.

### 引用
1. ↑  . 广德市人民政府. 广德市政府（办公室）. 2021-09-09  [2022-01-22]. （原始内容存档于2022-01-22） （中文（中国大陆））.
2. ↑  广德风物（2012年），第4页
3. 1 2  王恒. . 中文信息 (四川省成都市: 电脑商情报社). 2017, (12): 89. CN 51-1269/TP. ISSN 1003-9082. doi:10.3969/j.issn.1003-9082.2017.12.076 （中文（中国大陆））.
4. ↑  张超. . 今日广德 (安徽省广德县). 2015-07-08 （中文（中国大陆））.
5. ↑  广德风物（2012年），第5页
6. ↑  广德文史资料（第一辑）（1986年），第65页
7. 1 2  蒋静. 钱立青 , 编. . 合肥师范学院学报 (安徽省合肥市: 合肥师范学院). 2021, 39 (4): 19-26. CN 34-1303/G4. ISSN 1674-2273. doi:10.3969/j.issn.1674-2273.2021.04.005 （中文（中国大陆））.
8. 1 2 3  广德文史资料（第一辑）（1986年），第72页
9. ↑  张超. . 今日广德 (安徽省广德县). 2015-07-07 （中文（中国大陆））.
10. ↑  广德风物（2012年），第3页
11. ↑  江苏吴文化志（2013年），第2-3页
12. ↑  陈兴福. . 宣城历史文化研究. 2021-08-31  [2022-04-29]. （原始内容存档于2022-05-01） –搜狐号 （中文（中国大陆））.